# Dunaferr SE
Dunaferr SE (Dunaferr Sportegyesület) ist ein ungarischer Handballverein aus der Stadt Dunaújváros. Seine Heimspiele trägt der seit 1951 bestehende Verein in der Dunaferr-Sporthalle aus.
Im Jahr 2000 wurde die Männermannschaft ungarischer Meister und stand im Finale des Europapokals der Pokalsieger. Ein Jahr später gewann die Mannschaft den ungarischen Pokal. Die Damen gewannen 1999 die EHF Champions League. Dunaferr SE stellte mehrere ungarische Nationalspieler.

## Bekannte ehemalige Spieler
- Nándor Fazekas
- Szabolcs Törő
- Gábor Grebenár
- Szabolcs Zubai
- Milorad Krivokapić
- Dávid Katzirz
- Gyula Gál
- Gábor Császár
- Peter Kukučka
- Arūnas Vaškevičius
- Marko Vujin
- Kornél Nagy
- Roland Mikler
- Tamás Iváncsik
- Vladimir Rivero Hernández
- János Szathmári
- Michal Kopčo
- Miklós Rosta
- Ákos Sándor
- Oleg Grebnew
- Sergej Kuzmichev
- Balázs Kertész
- Richard Štochl
- Gábor Ancsin

## Bekannte ehemalige Spielerinnen
- Marianna Gubová
- Erzsébet Kocsis (Welthandballerin 1995)
- Bojana Radulovics (Welthandballerin 2003 und 2000)
- Anita Kulcsár (Welthandballerin 2004)